# Nordic Futsal Cup 2013
La Nordic Futsal Cup 2013 è stata la prima edizione della manifestazione. Organizzata alla PriceRunner Arena di Nykøbing Falster, in Danimarca, si è svolta dal 4 al 7 dicembre 2013. Hanno partecipato quattro Nazionali, tutte provenienti dai paesi nordici: Danimarca, Finlandia, Norvegia e Svezia.
La vittoria finale è andata alla Svezia. Il danese Kevin Jørgensen è stato il capocannoniere del torneo, a quota 6 reti.

## Classifica finale
|  | Pos. | Squadra   | Pt | G | V | N | P | GF | GS | DR |
|  | ---- | --------- | -- | - | - | - | - | -- | -- | -- |
|  | 1.   | Svezia    | 6  | 3 | 2 | 0 | 1 | 12 | 8  | +4 |
|  | 2.   | Norvegia  | 6  | 3 | 2 | 0 | 1 | 10 | 11 | -1 |
|  | 3.   | Finlandia | 3  | 3 | 1 | 0 | 2 | 10 | 10 | 0  |
|  | 4.   | Danimarca | 3  | 3 | 1 | 0 | 2 | 11 | 14 | -3 |

### Risultati
| Arbitro: | Sørensen |

|                                                    |           |                              |
| Ovesen 2'39'’ Johnsen 14'27'’ Valla Dønnem 28'17'’ | Marcatori | 15'37'’ Kytölä 28'17'’ Hosio |

| Nykøbing Falster 4 dicembre 2013, ore 21:00 1ª giornata                                                                                         | Danimarca | 4 – 3 referto                                 | Svezia | PriceRunner Arena |
| \| \| \| \| \| Jørgensen 13'31'’ Lucht 16'55'’ Petersen 25'00'’ Jensen 32'05'’ \| Marcatori \| 4'48'’ Mönell 36'08'’ Legiec 38'58'’ Pahlevan \| |           |                                               |        |                   |
| |           |                                               |        |                   |
| Jørgensen 13'31'’ Lucht 16'55'’ Petersen 25'00'’ Jensen 32'05'’                                                                                 | Marcatori | 4'48'’ Mönell 36'08'’ Legiec 38'58'’ Pahlevan |        |                   |

| Nykøbing Falster 6 dicembre 2013, ore 19:00 2ª giornata                                                                              | Svezia    | 4 – 3 referto                                | Finlandia | PriceRunner Arena |
| \| \| \| \| \| Legiec 18'43'’ Abraham 24'20'’, 28'23'’ Etéus 31'44'’ \| Marcatori \| 9'15'’ Autio 18'36'’ Teittinen 32'03'’ Hosio \| |           |                                              |           |                   |
| |           |                                              |           |                   |
| Legiec 18'43'’ Abraham 24'20'’, 28'23'’ Etéus 31'44'’                                                                                | Marcatori | 9'15'’ Autio 18'36'’ Teittinen 32'03'’ Hosio |           |                   |

| Arbitro: | Niemelä |

|                                          |           |                                                          |
| Bonde Jensen 17’, 27’ Jørgensen 26’, 36’ | Marcatori | 9’ Laajab 14’, 19’ Moen 19’ Ravlo 22’ Sortevik 25’ Skaga |

| Arbitro: | Niemelä |

|                                                                       |           |                |
| Mönell 10'21'’ Etéus 28'41'’ Chekroun 29'21'’ Legiec 35'54'’, 38'51'’ | Marcatori | 11'12'’ Sæther |

| Nykøbing Falster 7 dicembre 2013, ore 16:00 3ª giornata                                               | Finlandia | 5 – 3 referto           | Danimarca | PriceRunner Arena |
| \| \| \| \| \| Kytölä 23’ Hosio 35’ Stenholm 35’ Autio 39’ \| Marcatori \| 29’, 30’, 39’ Jørgensen \| |           |                         |           |                   |
| |           |                         |           |                   |
| Kytölä 23’ Hosio 35’ Stenholm 35’ Autio 39’                                                           | Marcatori | 29’, 30’, 39’ Jørgensen |           |                   |